# Серебряная улица (Тверь)
Сере́бряная улица — небольшая улица в исторической части Твери, расположена в Центральном районе города. Проходит от улицы Салтыкова-Щедрина до Смоленского переулка.

## Расположение
Серебряная улица является продолжением Пушкинской, начинается от улицы Салтыкова-Щедрина и продолжается в юго-восточном направлении. Пересекает Татарский переулок и упирается в Смоленский.
Общая протяжённость Серебряной улицы составляет 350 метров. Нумерация домов ведётся от улицы Салтыкова-Щедрина.

## История
Серебряная улица была проведена в соответствии с первым планом регулярной застройки центральной части города в составе предместья. Застройка улицы оформилась к 1780-м годам. В то время улица получила название Чирьева, или Чирьевская улица. Оно было дано по фамилии купца Чирьева, который имел здесь дома и лавки.
Чирьевская улица застраивалась одно- и двухэтажными деревянными и каменными домами. В конце XIX века в начале нечётной стороны было построено одноэтажное кирпичное здание, в котором в 1894 году разместилась община сестёр милосердия, известная как «Серебряная община». По этой общине улица и получила название, сохранившееся до настоящего времени.
В 1920-х годах советские власти хотели назвать Серебряную улицу улице Братства, но позже сохранили историческое название.
В конце 1970-х годов была снесена застройка нечётной стороны последнего квартала, там началось строительство новой гостиницы «Тверской». Существовали планы прокладки троллейбусной линии в одну сторону (с запада на восток) и переноса сюда троллейбусных маршрутов с улицы Советской, но они не были реализованы. В 1990-х года была снесена застройка почти всей чётной стороны, кроме западной половины 1-го квартала. За период конца 1990-х — начала 2000-х годов там были построены кирпичные малоэтажные жилые дома.

## Здания и сооружения
Дома 4, 5, 6, 9, 11, 15 — выявленные памятники архитектуры с названием «Дом жилой».